# 天壽 (于闐)
天壽（999年－1001年（1005年？））是于阗的一个年号。
天壽年號在敦煌于阗语和汉语文书中都有记载。但是对于这个年号的归属和时间，由于史料的缺乏还有争议。
井之口泰淳根据于阗语构拟为“天质（？）”，认为是尉迟僧伽罗摩的年号，时间为983年－1006年（？）。哈密屯根据井之口泰淳于阗语的考据，认为应该就是汉语文书中的“天寿”，并且认为时间是999年－1001年（1005年？），其归属待定。而孟凡人则考订，天寿元年为999年，其下限未定。目前所见最晚是天寿三年（1001年），并且认为天寿应该是尉迟僧伽罗摩的继承者所使用的年号，而且这个新王应该是于阗尉迟系王统中的末代君主。张广达、榮新江等人则认为天壽是李圣天同庆、天兴之后的第三个年号，时间为963年－966年。

## 年號出處
- 法藏于闐文書 P.4518 《天壽二年寶勝狀》：天壽二年五月日寶勝狀奏
- 法藏于闐文書 P.2928：thyaina siva dide ksuna guha salye raruya masta dasamye hadai（天壽三年牛年 raruya 月16日）[7]

## 紀年

### 999年元年說
| 天壽 | 元年  | 二年   | 三年   |
| ---- | ----- | ------ | ------ |
| 公元 | 999年 | 1000年 | 1001年 |
| 干支 | 己亥  | 庚子   | 辛丑   |

### 963年元年說
| 天壽 | 元年  | 二年  | 三年  | 四年  |
| ---- | ----- | ----- | ----- | ----- |
| 公元 | 963年 | 964年 | 965年 | 966年 |
| 干支 | 癸亥  | 甲子  | 乙丑  | 丙寅  |

## 參看
- 中国年号列表
- 其他时期使用的天壽年号

## 深入閱讀
- 李崇智. . 北京: 中華書局. 2004年12月. ISBN 7101025129.
- 鄧洪波. . 臺北: 國立臺灣大學東亞經典與文化研究計劃. 2005年3月  [2022-01-03]. ISBN 9789860005189. （原始内容 (pdf)存档于2007-08-25）.
- 張廣達、榮新江. . 北京: 中國人民大學出版社. 2008年9月. ISBN 9787545820898.

| 前一年號： 天兴 | 于阗年號 | 下一年號： -- |